# Каунас
Каунас (литв. Kaunas, рус. Ковно, пољ. Kowno) је други град по величини у Литванији, смештен у њеном средишњем делу. Између два светска рата то је био главни град Литваније. Град је управно средиште истоименог Каунас округа.
Каунас има 352.279 становника (2009. г.).

## Назив града
Пре литванске независности био је познат као Ковно, што представља словенски облик имена града. Порекло назива града је највероватније везано за лично име.

## Географија
Каунас је смештен готово у „географском средишту“ Литваније. Од главног града Вилњуса град је удаљен 102 км западно, а од литванске луке на Балтику и трећег града по величини у држави, града Клајпеде 215 км југоисточно.
Рељеф: Град Каунас се налази у равничарском подручју, на приближно 30 m надморске висине. Старо језгро града се образовало на стратешки важном брежуљку изнад ушћа река.
Клима: У Каунасу влада континентална клима.
Воде: Каунас је смештен на ушћу две реке важне за Литванију, Нериса и Њемена. Како су ове реке границе између историјских литванских покрајина, Каунас се делом налази у Џукији, делом у Сувалкији и делом у Аукштајтији. Овако повољан положај био је велика предност у мирним временима, али је у време ратова узроковао пустошења ово стратешки добро постављеног града.

## Историја
Према предању град је основан 1030. године, али први пут се 1361. године спомиње у писаним изворима. У 13. веку изграђени су зидови као заштита од сталних упада Тевтонских витезова. Тевтонски витезови су освојили Каунас 1362. године и уништили су замак Каунас. Витаутас Велики му је дао права 1408. године. Каунас је добио на значају, јер је представљао раскрсницу трговачких путева, а био је речна лука. Члан Ханзеатске лиге постао је 1441. године. До 16. века имао је јавну школу, болницу.
За Каунас 17. и 18. век нису били тако срећни. Руска војска је 1665. године неколико пута нападала град, а 1701. г. Швеђани су га заузели. Куга је харала градом 1657. и 1708. године, а део Каунаса је страдао у пожарима 1731. и 1732. године. После коначне деобе Пољско-литванске државе 1795. године. Каунас је припао Руском царству. Наполеон је 1812. године два пута прошао кроз Каунас уништавајући га. Железница је 1862. године повезала Русију са Немачком, а Каунас је постао важно железничко чвориште. Постепено је град постао средиште литванског народног препорода. Град су поред Литванаца насељавали и Руси, Јевреји, Немци и Пољаци.
Каунас су после Првог светског рата заузели бољшевици, па Пољска, да би на крају постао главни град Литваније. Тада је Каунас био и највећи град Литваније, с обзиром да је данашњи Вилњус био део међуратне Пољске. Совјетски Савез је 1940. године припојио Каунас са већим делом тадашње Литваније. Град је постао део Литванске ССР, а ускоро је седиште републике пренесено у Вилњус. Почетком немачке најезде на СССР 25. јуна 1941. године групе наоружаних Литванаца, које је предводио Алгирда Климаитис напали су 38.000 Јевреја у Каунасу, од чега су убили њих 3.800. Већину преосталих Јевреја затворили су у концлогор Кауен. Само 3.000 Јевреја је преживело рат.

## Становништво
Током протеклих две деценије становништво Каунаса се стално смањује:
- 1796. 	8.500
- 1860.	    23.300
- 1897. 	71.000
- 1923. 	92.000
- 1940. 	154.000
- 1966. 	275.000
- 1989. 	418.087
- 2001. 	378.943
- 2009. 	352.279

Етнички састав: Иако је Каунас кроз историју био увек верски и етнички мешовито насеље, увек је имао израженији „литвански“ карактер у односу на друге значајне градове у данашњој Литванији (посебно у односу на Вилњус). Последњих деценија град је умногоме изгубио ову „шароликост":
1939. године
1. Литванци 60%
2. Јевреји 25%
3. Пољаци 10%
4. остали 5%

2001. године
1. Литванци 92,9%
2. Руси 4,4%
3. Украјинци 0,5%
4. Пољаци 0,4%
5. остали 1,8%

## Градске знаменитости
Каунас има очувано старо градско језгро (мада скромно по значају), као и веома занимљив источни „анекс“ уз њега - део града образован у циљу стварања престонице међуратне Литваније са бројним здањима управе и културе од националног значаја.
Највеће Знаменитости:
- Каунашки замак, 14. век,
- Римокатоличка Црква св. Витаутаса, најстарија у граду,
- Римокатоличка Катедрала св. Петра и Павла,
- Руска православна Црква св. Архангела Михајла,
- Римокатолички манастир Пажаислис
- Стара градска кућа.

## Спорт
Познат је по кошаркашком клубу Жалгирис, који је био један од најјачих европских кошаркашких клубова.

## Партнерски градови
- Гренобл
- Калињинград
- Била Церква
- Харков
- Вроцлав
- Тампере
- Брно
- Векше
- Лос Анђелес
- Сјамен
- Ферара
- Тарту
- Тјумењ
- Бјалисток
- Канели (Асти)
- Бреша
- Кава де Тирени
- Адис Абеба
- Сторо
- Санкт Петербург
- Оденсе
- Мислибож
- Луцк

## Галерија
- Римокатоличка Катедрала св. Петра и Павла
- Руска православна Црква св. Архангела Михајла
- Црква манастира Пажаислис
- Стара градска кућа